# راشيل سارة هيرز
راشيل سارة هيرز (بالإنجليزية: Rachel Sarah Herz)‏ هي عالمة نفس أمريكية، ولدت في 20 أبريل 1963.